# Namnsdagar i Sverige

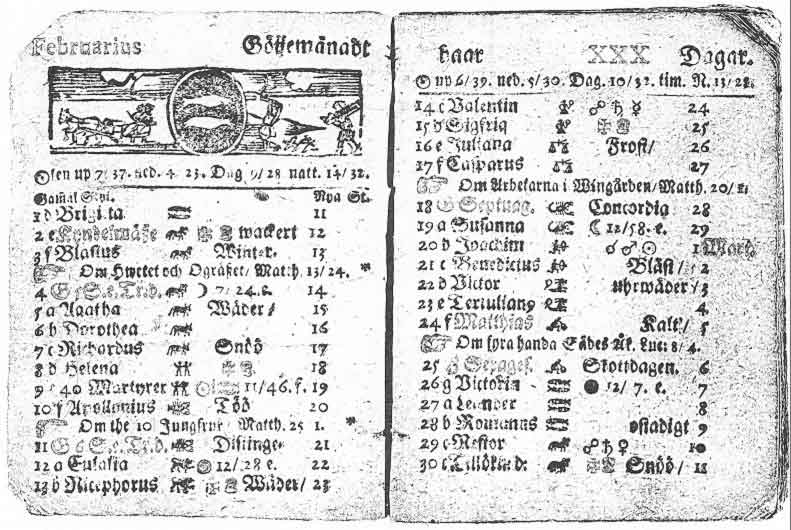
En svensk almanacka från 1712 med dagens namn angivet för varje datum.

En persons namnsdag är den dag som enligt almanackans namnlängd är tillägnad personens förnamn. Den har sitt ursprung i den romersk-katolska helgonkalenderns tradition.
Namnlängderna fastställdes och trycktes fram till 1748 på privat initiativ i Sverige. Från 1749 (beslut togs 1747) fram till 1972 hade Vetenskapsakademien ensamrätt (”uteslutande privilegium”) på almanacksutgivning, varför Sverige hade en officiell namnlängd. Sedan 1972 är det åter fritt att publicera almanackor med valfria namnlängder, vilket gjordes två gånger av stora bokförlag. Inget nytt försök att popularisera en namnlängd torde dock kunna hävda sig mot den namnsdagsförteckning som sedan millennieskiftet utarbetas och ibland revideras av Namnlängdskommittén, en del av Svenska Akademiens verksamhet. Sverige har därför i praktiken en enhetlig namnlängd.

## Äldre namnsdagsfirande
Seden att fira namnsdag uppstod i den tidiga kristna kyrkan närmast i syfte att minska betydelsen av födelsedagsfirandet, vilket uppfattades som en hednisk och okristen rit. Att fira dopdag och namnsdag ansågs lämpligare än att fira den dag man fötts "till det av arvssynd belastade jordelivet".[källa behövs]
De tidiga namnlängderna var huvudsakligen en lista över helgon och martyrer, och namnsdagarna firades mer till deras ära än för en enskild person. Varken namnsdagsfirande eller födelsedagsfirande hade under medeltiden någon stor betydelse i Skandinavien, och de tidigaste exemplen på firandet av namnsdag i Sverige är från 1600-talet, och då främst inom de högre stånden. Betydelsen av det personliga namnsdagsfirandet har därefter varierat mycket i olika delar av landet (mindre vanligt i sydvästra Sverige) och i olika sociala kretsar (vanligare i städer och borgerlig miljö). 

## Namn i almanackor 1540–1748
Från 1540 till 1748 utgavs ett stort antal almanackor i Sverige på privat initiativ. De äldsta hade tyska förebilder vilket präglade namnlängderna, men efterhand infördes de viktigaste nordiska helgonens namn, som Erik, Olof och Birgitta. Namnlängderna före 1749 varierade, men en betydande konsensus och kontinuitet i namnlängderna finns från de äldsta fram till 1901.
I äldre tid och även efter 1749 hade många dagar namn efter händelser snarare än personer. Den 24 januari firades Ericus translatus, att Erik den heliges kvarlevor fördes från Gamla Uppsala kyrka till det nya Uppsala, och 25 januari hade ursprungligen namnet Pauli omvändelse, snarare än apostelnamnet Paulus. En rest av bruket att namnge dagar efter händelser är att 24 juni fortfarande är uppkallad till minne av Johannes Döparens födelse och inte är en namnsdag.

## 1749 års namnlängd
Till en början fanns ingen enhetlig namnlängd, men 1747 fick Kungliga Vetenskapsakademien ensamrätt att ge ut almanackor, och två år senare kom en almanacka med den första officiella svenska namnlängden ut. Almanackor var populära, och utgivandet av dessa var ett sätt att finansiera akademiens verksamhet. Den första namnlängden officiella namnlängden var inget stort traditionsbrott, och den var fortsatt starkt präglad av det gamla katolska helgonfirandet, men så småningom tillkom fler icke-religiösa namn, av vilka många dock ströks igen i 1797 års utgåva.

## 1901 års namnlängd
I slutet av 1800-talet började den gällande namnlängden anses föråldrad, och 1899 fick en kommitté, med bl.a. ledamöter från Svenska Akademien, i uppgift av riksdagen att ta fram en ny mer tidsenlig (och svensk) namnlängd. Den nya namnlängden blev klar året därpå och började gälla från och med 1901. Den innebar en stor förändring jämfört med tidigare - ca 150 av de gamla helgonnamnen hade strukits, 28 hade ändrats, och 177 nya namn hade tillkommit. Antalet kvinnonamn ökade från 79 till 134.
En del namn ändrades genom att de gamla latinska formerna försvenskades, exempelvis byttes Sixtus mot Sixten. 
I enlighet med tidens anda hedrades en del berömda svenskar genom att namnet flyttades till deras födelse- eller dödsdag: Baltsar fick namnsdag den 29 maj, Baltzar von Platens födelsedag, och Sten flyttades till Sten Sture den äldres dödsdag 14 december.
En viss lekfullhet och humor kan också spåras i denna namnlängd: Den gamla korsmässodagen, 14 september (det fanns en sådan den 3 maj också), fick namnet Ida (syftande på visan Kors på Idas grav), Börje ersatte Primus den 9 juni (man associerade Börje med ordet "börja", och Primus betyder "den förste"), och Jungfru Marie Obefläckade Avlelse den 8 december blev Virginia (= "den jungfruliga"), etc.
1901 års namnlängd kom att kritiseras, bl.a. för att man tyckte den var för modern, och senare också för att man missade många vanliga namn, såsom Johan och Marie, och att det fanns fler mansnamn (60%) än kvinnonamn.

### Ändringar
Av kommentarerna till 1901 års namnlängd framgår att kommittén hade räknat med att den skulle undergå successiva revideringar, men bara fyra ändringar kom att göras innan namnlängden släpptes fri på 1970-talet:
- 1905 byttes Nore efter unionsupplösningen på 4 november ut mot Sverker.
- 1907 ändrades Estrid på 27 november till Astrid (efter prinsessan Astrid född 1905).
- 1918 bytte Engelbrekt och Teresia namnsdagar med varandra på den 26 och 27 april.
- 1934 ändrades Kasper på 20 oktober till Sibylla (efter prinsessan Sibylla).

1936 och 1944 tog riksdagen på nytt upp frågan om en reform i almanackans namnlängd, men trots att ärendet andra gången blev godkänt av riksdagen, kom det att bordläggas av regeringen och lämnas utan åtgärd.

## 1986 års namnlängd
1972 förlorade vetenskapsakademien sitt privilegium, och det blev fritt för var och en att publicera sina egna almanackor och namnlängder. Almanacksutgivare fortsatte till en början att använda 1901 år namnlängd. År 1986 enades almanacksförlagen kring ett förslag från Esselte med tre namn på varje dag, vilket kom att bli standard under några år. Första namnet var där samma som i den gamla almanackan. Namnlängden utarbetades av Roland Otterbjörk.

## 1993 års namnlängd
År 1993 utgav Esselte en almanacka med en ny namnlängd utarbetad av Per Henningsson i samarbete med Svenska språknämnden. I den reducerades namnlängden till två namn per dag, och mindre brukliga namn som funnits i 1901 och 1986 års längder, som Ambrosius och Götilda togs bort. Men kritiken mot både 1986 och 1993 års namnlängder var hela tiden stor från många håll. Bland annat kritiserades 1993 års längd för att mer satsa på kvantitet snarare än kvalitet, och att namnens placering var tämligen godtycklig och skiljde sig i onödan från den gamla namnlängden; i 1993 års längd fanns inte alltid 1901 års namn kvar på sin ursprungliga plats. Kritik riktades mot det stora inslaget av smekformer som Annie, Tim, Jack och Bill. År 1993 publicerade därför Svenska Akademien en Akademialmanacka för 1994, baserad på 1901 års namnlängd inklusive ändringarna fram till 1934. Det var då som enligt språkforskaren Katharina Leibring ”den stora namnsdagsröran bröt ut”. Från 1994 fanns dels 1993 års namnlängd (den från 1986 blev ingen framgång), dels 1901 års något modifierade namnlängd, återuppväckt av Svenska Akademien.

## 2001 års namnlängd
I juni 1996 kallade Svenska Akademien till ett möte i syfte att få ordning på den förvirring som rådde på området. En arbetsgrupp bildades, och i oktober 1998 enades man slutligen om ett nytt förslag som började gälla från och med 2001, året då Namnlängdkommittén inrättades, med representanter från almanacksförlag, Kungliga akademier, Svenska kyrkan och Svenska språkrådet. Dess namnlängd har sedan 2011 reviderats med några års mellanrum. Formellt är den inte officiell, men i praktiken utan medtävlare.
Namnet Akademialmanackan har nu två betydelser. För åren 1994 till 2000 betyder Akademialmanackan ett återupplivande av 1901 års namnlängd, som konkurrerade med 1993 års namnlängd. Sedan 2001 betyder Akademialmanackan en almanacka med en ny allenarådande namnlängd, som är nyskapad men medvetet anknyter till vissa dagars traditionella namn, i viss fall tillbaka till medeltiden.
En hel del möda lades ned på att hitta seriösa principer för namnen i 2001 års namnlängd:
- Både en-, två- och trenamnsdagar ska kunna förekomma.
- Namnlösa dagar från 1901 års almanacka förblir namnlösa (med några undantag – Trettondedag jul och Värnlösa barns dag – tidigare Menlösa barns dag).
- Viktiga kyrkliga och folkliga dagar som är knutna till vissa namn bör om möjligt förbli ennamnsdagar.
- Flyttning av namn jämfört med 1901 års längd bör undvikas.
- Smeknamn bör inte finnas med.
- Hänsyn bör tas till namnens användningsfrekvens.

När det gäller sammanföringen av flera namn på samma dag har man försökt följa dessa regler:
- En manlig och motsvarande kvinnliga form av samma namn.
- Namnen har helt, eller i vissa delar, samma eller liknande språkhistoriska ursprung.
- Namnen har ungefär samma betydelse.
- Det finns ett kulturhistoriskt (oftast bibliskt) samband.
- Namnen kommer ursprungligen från samma främmande språk eller språkgrupp.

### Ändringar 2011
2011 gjordes en mindre justering av namnlängden:
- Den 6 april byttes Helmi ut mot William.
- Den 28 augusti byttes Gurli ut mot Fatima.
- Den 1 september fick Samuel sällskap av Sam.
- Den 7 september byttes Regina ut mot Kevin.

### Ändringar 2015
Från 2015 gjordes följande ändringar:
- Den 23 juli fick Emma sällskap av Emmy.
- Den 26 juli fick Jesper sällskap av Jasmine.

### Ändringar 2018
2018 gjordes följande tillägg:
- Den 8 mars fick Siv sällskap av Saga.
- Den 14 september fick Ida sällskap av Ronja.

### Ändringar 2022
2020 beslutade man att från och med 2022 göra följande ändringar:
- Den 19 januari fick Henrik sällskap av Henry.
- Den 28 februari fick Maria sällskap av Maja.
- Den 12 mars fick Viktoria sällskap av Regina.
- Den 31 mars fick Ester sällskap av Noa.
- Den 29 juli fick Olof sällskap av Olle.
- Den 2 november fick Tobias sällskap av Tim.
- Den 3 december fick Lydia sällskap av Cornelia.

### Ändringar 2027
Namnlängdskommittén bestämde i januari 2025 att från och med 2027 införa följande nya namn:

- Den 24 januari får Erika sällskap av Eira.
- Den 5 juni får Bo sällskap av Mio.
- Den 30 juli får Algot sällskap av Vilgot.
- Den 20 oktober får Sibylla sällskap av Cassandra.
- Den 29 oktober får Viola sällskap av Flora.
- Den 19 december får Isak sällskap av Zackarias.